# Croix de Nanton
La croix de Nanton est une croix monumentale située sur le territoire de la commune de Nanton dans le département français de Saône-et-Loire et la région Bourgogne-Franche-Comté.

## Historique
Elle fait l'objet d'un classement au titre des monuments historiques depuis le 30 novembre 1927.